# Teatro accademico statale Evgenij Vachtangov

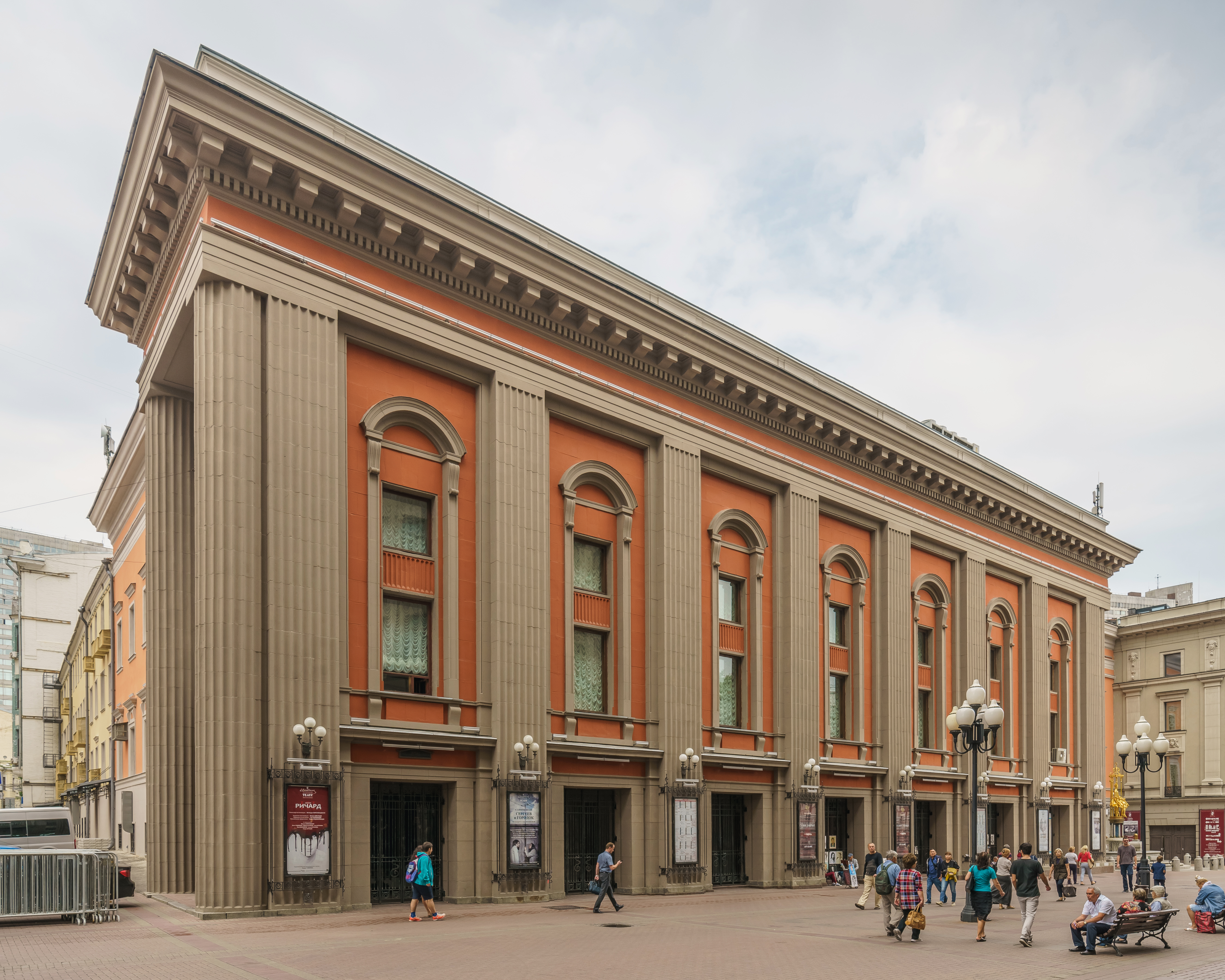

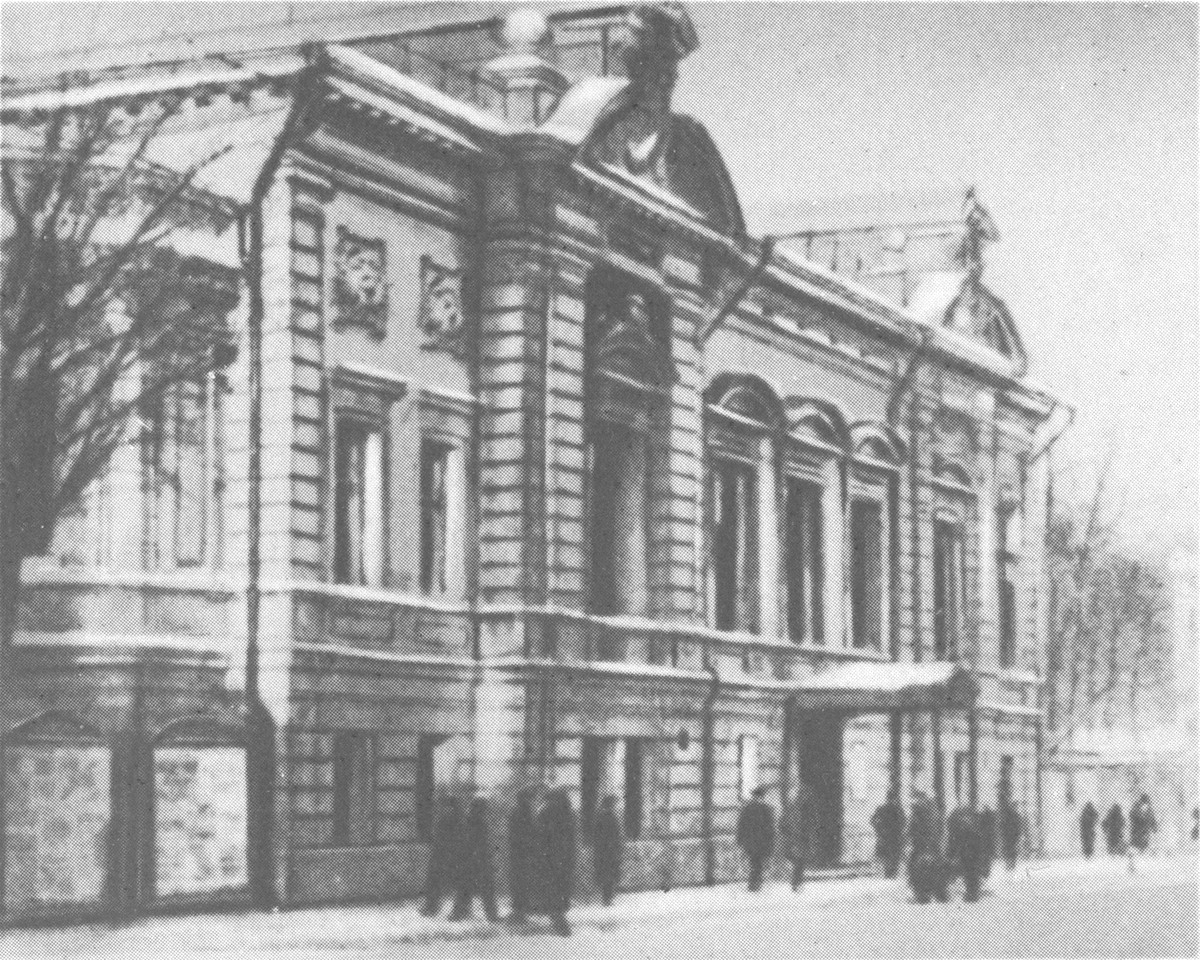
La prima sede del 1920

Il teatro accademico statale Evgenij Vachtangov è un teatro dell'arte di Mosca, creato nel 1921. È ubicato al numero 26 di via Arbat. 
Il 13 novembre 1921 gli spettatori, recatisi in una palazzina storica dell'Arbat per vedere lo spettacolo di Maurice Maeterlinck Le miracle de saint Antoine [Il miracolo di sant'Antonio], nell'allestimento di Evgenij Vachtangov, furono testimoni della nascita del nuovo teatro, la Terza scuola dell'arte di Mosca (MHAT), che, in seguito, nel 1926, fu rinominato in onore del suo fondatore e direttore.

## Storia
Alla fine del 1913 alcuni studenti da diverse scuole di Mosca decisero di creare la Scuola d'arte drammatica e di recitare secondo l'allora emergente metodo Stanislavskij. Gli attori professionali non erano però d'accordo nell'aiutare gli studenti che recitavano a un livello amatoriale. Alla fine, dopo molte insistenze, la direzione venne presa da Evgenij Vachtangov, giovane attore e regista del Teatro dell'arte, allievo di Stanislavskij. La prima opera a essere messa in scena fu La tenuta dei Lanin [Usad`ba Laninyh] di Boris Zajcev. Le prove si tenevano dove capitava, in genere a casa dell'uno o dell'altro, e il 26 marzo 1914 ci fu la prima. Lo spettacolo fu un vero fiasco e fu proibito a Vachtangov di lavorare con allievi. Il divieto si dimostrò però inefficace: le prove ripresero di nascosto in un appartamento in vicolo Mansurovskij. Più tardi, una delle allieve avrebbe scelto come pseudonimo il nome del vicolo, entrando nella storia dell'arte scenica come Ceciliâ L`vovna Mansurova, prima leggendaria interprete nel ruolo della principessa Turandot, ma questo più avanti.
Lo studio cominciò a chiamarsi Scuola d'arte drammatica di Mosca “Vachtangov”. Il 13 settembre 1920 la scuola di Vachtangov entrò a far parte della famiglia del Teatro dell'arte con il nome di  Terza scuola dell'arte di Mosca. Il primo spettacolo a essere messo in scena fu la pièce di Maurice Maeterlinck Le miracle de saint Antoine [Il miracolo di sant'Antonio]. L'evento si tenne il 13 novembre 1921 con la regia di Vachtangov e sceneggiature di Zavadskij.
Interpreti: 
sant'Antonio – Zavadskij;
Gustave – Basov; 
Achille – Glazunov; 
dottore – Zahava; 
prete – Ŝukin; 
Joseph – Simonov; 
Virginie – Nekrasova; 
ospiti – Remizova; 
prima donna – L`vova; 
Mlle Hortense – Kotlubaj 
e altri. 
La critica decretò il successo dello spettacolo, in particolare, la rivista "Teatral`noe obozrenie" pubblicò l'11 dicembre 1921 la recensione positiva di Lûbov` Âkovlevna Gurevič. Ben presto la scuola aprì la propria sede in via Arbat 26, dove si trova ancora oggi.
La neonata scuola era alla ricerca di opere che rispecchiassero la nuova epoca rivoluzionaria. Ma i tempi precipitarono e per affrontare la crisi post-rivoluzionaria fu introdotta la NEP. A teatro venne presto la moda delle opere più leggere. Difficile dire a chi per primo venne in mente di mettere in scena la fiaba di Carlo Gozzi, Turandot. All'inizio nessuno la prese sul serio. Presero in considerazione l'ipotesi di aggiungere delle gag. Per l'adattamento del testo e l'ideazione di intermezzi fu chiamato Nikolaj Ėrdman. Così, con l'aggiunta delle gag, iniziarono le prove dell'opera che sarebbe diventata il simbolo del nuovo teatro. Ma Vachtangov si ammalò e non poté neanche assistere alla prima. Il successo dello spettacolo fu clamoroso, al di là di ogni aspettativa. Nel 1926 il teatro chiese a Mihail Bulgakov di scrivere un vaudeville sull'allora attuale tema della NEP. Ben presto venne alla luce la pièce "L'appartamento di Zoja". Ma il vaudeville, apparentemente senza ideali, nascondeva all'interno della sua leggerezza una seria satira sociale, e lo spettacolo fu vietato su decisione del 17 marzo 1929 del Commissariato del popolo per l'Istruzione con la formula: "Per travisamento della realtà sovietica".